# Rivière Mildred
Pour les articles homonymes, voir Mildred.
La rivière Mildred est un affluent du Lac la Trêve située à Eeyou Istchee Baie-James, dans la région administrative du Nord-du-Québec, dans la province canadienne de Québec, au Canada.
La partie inférieure du cours de la rivière Mildred traverse successivement les cantons de Turgis, de Julien, de Lantagnac et de Guettard.
Le bassin versant de la rivière Mildred est accessible la route 113 reliant Lebel-sur-Quévillon à Chibougamau. Cette route passe à 16,5 km au Sud de l’embouchure de la rivière Mildred et passe au Sud du Lac la Trêve et du Lac Inconnu.
La surface de la rivière Mildred est habituellement gelée du début novembre à la mi-mai, toutefois la circulation sécuritaire sur la glace se fait généralement de la mi-novembre à la mi-avril.

## Géographie
Les principaux bassins versants voisins de la rivière Mildred sont :
- côté Nord : rivière Caupichigau, lac Caupichigau, rivière Omo, lac Capichigamau, rivière Monsan ;
- côté Est : rivière Chibougamau, rivière Brock (rivière Chibougamau) ;
- côté Sud : rivière Chibougamau, lac la Trêve, rivière Obatogamau ;
- côté Ouest : rivière Maicasagi, rivière la Trêve, rivière Caupichigau.

La rivière Mildred prend sa source à l’embouchure d’un lac Wiki (longueur : 1,4 km ; altitude : 365 m). L’embouchure de ce lac de tête est située à :
- 6,5 km au Sud de la limite Sud de la Réserve faunique Assinica ;
- 37,2 km au Nord-Est de l’embouchure de la rivière Mildred (confluence avec le lac la Trêve) ;
- 56,6 km au Nord-Est de l’embouchure de la rivière la Trêve (confluence avec la rivière Maicasagi) ;
- 107,5 km au Nord-Est de l’embouchure de la rivière Maicasagi (confluence avec le lac Maicasagi) ;
- 138,1 km au Nord-Est de l’embouchure du Lac au Goéland (rivière Waswanipi) ;
- 178,1 km au Nord-Est de l’embouchure du lac Matagami ;
- 320 km au Sud-Est de l’embouchure de la rivière Nottaway ;
- 193,8 km au Nord-Est du centre-ville de Matagami.

À partir du lac Mildred, la « rivière Mildred » coule sur 53,4 km selon les segments suivants :
- 4,9 km vers l’Ouest dans le canton de Turgis, jusqu’à une petite baie de la rive Nord-Est du Lac Turgis ;
- 3,1 km vers le Sud-Ouest, jusqu’au fond d’une baie au Sud-Est du "Lac aux Quatre coins" ;
- 3,7 km vers l’Ouest, en traversant le "Lac aux Quatre coins" (longueur : 4,3 km ; altitude : 353 m) ;
- 10,1 km vers le Sud, en traversant en fin de segment le "Lac des Petites Plages" (longueur : 5,5 km ; altitude : 342 m) ;
- 9,2 km vers le Sud-Ouest, puis l’Ouest en traversant le Lac Thomelet (longueur : 7,5 km ; altitude : 339 m) en fin de segment ;
- 9,8 km vers le Sud-Ouest, jusqu’à la limite Nord-Est du lac Mildred ;
- 5,2 km vers le Sud-Ouest, en traversant le lac Mildred (altitude : 337 m) sur sa pleine longueur ;
- 3,3 km vers le Sud, jusqu’à son embouchure[2].

La « rivière Mildred» se déverse dans un coude de rivière sur la rive Nord-Est de la rivière la Trêve. De là, cette dernière coule le Nord-Ouest, jusqu’à la rive Sud-Est de la rivière Maicasagi. Le courant de cette dernière coule vers l’Ouest, jusqu’à la rive Est du lac Maicasagi. Puis le courant traverse vers le Sud-Ouest par le Passage Max pour se déverser dans le lac au Goéland. Ce dernier est traversé vers le Nord-Ouest par la rivière Waswanipi qui est un affluent du lac Matagami.
L’embouchure de la rivière Mildred située à :
- 5,8 km au Nord-Est de l’embouchure du Lac la Trêve ;
- 25,9 km à l’Est de l’embouchure de la rivière la Trêve (confluence avec la rivière Maicasagi) ;
- 72 km au Nord-Est de l’embouchure de la rivière Maicasagi (confluence avec le lac Maicasagi) ;
- 98,8 km au Nord-Est de l’embouchure du lac au Goéland (rivière Waswanipi) ;
- 118,4 km au Nord-Est de l’embouchure du Lac Olga (rivière Waswanipi) ;
- 37,7 km au Nord-Est du centre du village de Waswanipi ;
- 151 km au Nord-Est du centre-ville de Matagami.

## Toponymie
Le toponyme « rivière Mildred » a été officialisé le 5 décembre 1968 à la Commission de toponymie du Québec, soit à la création de cette commission